# الطفل السمكة
الطفل السمكة هو فيلم من نوع رومانسية وإثارة ودراما أُصدر في 2009. الفيلم من إخراج وسيناريو Lucía Puenzo ‏.

## طاقم التمثيل
- دييغو فيلاسكيز  [لغات أخرى]‏
- Vando Villamil  [لغات أخرى]‏
- Juan Carrasco ‏
- Pep Munné  [لغات أخرى]‏
- اينيس ايفرون
- Iván Moschner  [لغات أخرى]‏
- Santiago Caamaño ‏
- Liliana Cuomo  [لغات أخرى]‏
- Darío Valenzuela ‏
- Fabián Rendo ‏
- Silvina Sabaté ‏
- كارلوس بارديم
- أرنالدو أندري
- Sergio Horacio Lapegüe  [لغات أخرى]‏
- Ailín Salas [الإنجليزية]‏
- Luis Sabatini  [لغات أخرى]‏
- مارييلا فيتالي
- بالوما كونتريراس  [لغات أخرى]‏

## وصلات خارجية
- الطفل السمكة على موقع IMDb (الإنجليزية)
- الطفل السمكة على موقع روتن توميتوز (الإنجليزية)
- الطفل السمكة على موقع نتفليكس (الإنجليزية)
- الطفل السمكة على موقع ألو سيني (الفرنسية)
- الطفل السمكة على موقع Turner Classic Movies (الإنجليزية)
- الطفل السمكة على موقع أول موفي (الإنجليزية)
- الطفل السمكة على موقع فيلمافينيتي (الإسبانية)
- الطفل السمكة على موقع قاعدة بيانات الفيلم (الإنجليزية)
- الطفل السمكة على موقع ليتربوكسد (الإنجليزية)
- الطفل السمكة على موقع كينوبويسك (الروسية)